# Ein bißchen Frieden
Az Ein bißchen Frieden (szó szerinti magyar fordításban: Egy kis béke) című dal volt az 1982-es Eurovíziós Dalfesztivál győztes dala, melyet a német Nicole adott elő német nyelven.

## Az Eurovíziós Dalfesztivál
A dal a március 20-án rendezett német nemzeti döntőn nyerte el az indulás jogát.
A dal egy ballada, melyben az énekes a világbéke iránti vágyáról beszél. Az előadás során Nicole végig ült, és egy fehér színű gitáron játszott.
Az április 24-én rendezett döntőben a fellépési sorrendben tizennyolcadikként adták elő, az ír The Duskeys Here Today, Gone Tomorrow című dala után. A szavazás során százhatvanegy pontot szerzett, mely az első helyet érte a tizennyolc fős mezőnyben. Ez volt Németország első, és egészen 2010-ig egyetlen győzelme.
A következő német induló Hoffmann és Hoffmann Rücksicht című dala volt az 1983-as Eurovíziós Dalfesztiválon. A következő győztes a luxemburgi Corinne Hermès Si la vie est cadeau című dala volt.

### Kapott pontok
|                                              | Zsűrik |     |     |     |     |     |     |     |     |     |     |     |     |     |     |     |     |  |
| POR                                          | LUX    | NOR | GBR | TUR | FIN | SUI | CYP | SWE | AUT | BEL | ESP | DEN | YUG | ISR | NED | IRE | GER |  |
| Kapott pontok                                | 12     | 0   | 10  | 8   | 12  | 10  | 12  | 12  | 8   | 1   | 10  | 12  | 12  | 12  | 12  | 6   | 12  |  |
| A tábla a fellépés sorrendjében van rendezve |        |     |     |     |     |     |     |     |     |     |     |     |     |     |     |     |     |  |

## Slágerlistás helyezések
| Slágerlisták (1982) | Lh.* |
| ------------------- | ---- |
| Ausztria            | 1    |
| Belgium (Flandria)  | 1    |
| Egyesült Királyság  | 1    |
| Hollandia           | 1    |
| Németország         | 1    |
| Norvégia            | 1    |
| Svájc               | 1    |
| Svédország          | 1    |

*Lh. = Legjobb helyezés.

## A dal változatai
- Egy csöppnyi béke (magyar, 1982, Kovács Kati)
- Egy kis nyugalmat (magyar, 1983, Neoton Familia)
- Ein bißchen Frieden (német)
- Ein bißchen Frieden (német, új felvétel, 1999)
- A little peace (angol)
- La paix sur terre (francia)
- Un poco de paz (spanyol)
- Un po' di pace (olasz)
- Een beetje vrede (holland)
- En smule fred (dán)
- Немного мира (Nyemnogo mira, orosz)
- Ein bißchen Frieden (német-angol-francia)
- Ein bißchen Frieden (német-angol-olasz)

### Magyar nyelvű feldolgozások
Magyar nyelven Kovács Kati 1982-ben Egy csöppnyi béke, a Neoton Família pedig 1983-ban Egy kis nyugalmat címmel dolgozta fel.

## Külső hivatkozások
- Dalszöveg
- videó: Az Ein Bisschen Frieden című dal előadása a harrogate-i döntőn